# Renato De Maria
Renato De Maria (Varese, 1958) è un regista e sceneggiatore italiano che lavora nel campo cinematografico e televisivo.

## Biografia
Con la pubblicazione di un fotoromanzo sperimentale per Frigidaire, partecipa all'entourage bolognese di Zio Feininger. Nel 1982 vince il premio per la miglior produzione video al Festival Cinema Giovani di Torino con alcuni video autoprodotti, tra cui Trilogy of banal life con Freak Antoni e Telepornovisione, primo videoclip dei Gaznevada. Negli anni seguenti produce installazioni video in gallerie d'arte e filmati documentaristici, come il video del 1988 Love is the answer in favore della solidarietà per i malati di AIDS con la fotografia di Vittorio Storaro e Raoni's return, documentario del 1989 con Sting girato nella foresta amazzonica. 
Nel 1990 fonda la casa di produzione video Monochrome per la quale scrive e dirige un documentario sul 1977 a Bologna, Il trasloco.
Il suo debutto sul grande schermo avviene nel 1996 con il film Hotel Paura del quale cura anche la sceneggiatura. Nel 2001 realizza il film Paz!, film che gli vale cinque Nastri d'argento, un Globo d'oro, due Ciak d'oro e due nomination ai David di Donatello. Nel 2000 realizza i 24 episodi della prima serie di Distretto di Polizia. Dirige Luca Zingaretti nel film-tv Doppio agguato, Sergio Castellitto nella versione televisiva del commissario Maigret e la moglie Isabella Ferrari nel film Amatemi. Dirige la serie TV Medicina generale con Nicole Grimaudo e Andrea Di Stefano. Nel 2009 dirige il film La prima linea, con Riccardo Scamarcio e Giovanna Mezzogiorno, tratto da un libro autobiografico del terrorista di Prima Linea Sergio Segio. Nel 2010 dirige per la Rai la fiction in sei episodi Il segreto dell'acqua, con protagonista Riccardo Scamarcio. Nel 2015 ha diretto La vita oscena con la moglie Isabella Ferrari

## Vita privata
È sposato dal 2002 con Isabella Ferrari, con cui ha avuto due figli, Nina e Giovanni. Insieme hanno lavorato in quattro film Hotel Paura, Amatemi, La vita oscena, Rapiniamo il duce, oltre che nella prima stagione di Distretto di Polizia.

## Filmografia

### Cinema
- Hotel Paura (1996)
- Paz! (2002)
- Amatemi (2005)
- La prima linea (2009)
- La vita oscena (2014)
- Italian Gangsters (2015) - documentario
- Lo spietato (2019)
- Caterina Caselli - Una vita 100 vite (2021) - documentario
- Rapiniamo il duce (2022)
- Svaniti nella notte (2024)

### Serie televisive
- Distretto di Polizia (2000) - prima stagione
- Doppio agguato (2003)
- Maigret (2004)
- Medicina generale (2007) - prima stagione
- Il segreto dell'acqua (2011)
- Squadra antimafia - Il ritorno del boss (2016) - ottava stagione
- Le indagini di Lolita Lobosco (2024) - terza stagione

### Documentari
- Echi d'occidente (1983)
- Raoni's return (1989) con Sting
- Matti a parole (1990)
- Il trasloco (1991)
- Lu Papa Ricky (1992)
- La città parlata (1992)
- I figli dell'odio (1999)

### Campagne
- Love is the Answer (1991)

### Attore
- Aprile, regia di Nanni Moretti (1998)
- Il caimano, regia di Nanni Moretti (2006)
- Tutta la vita davanti, regia di Paolo Virzì (2008)